# Frida María Armas Pfirter

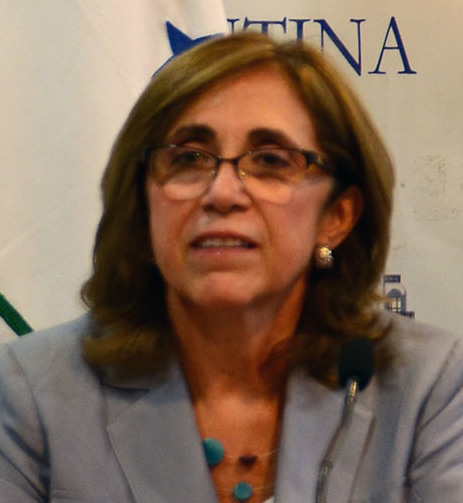
Frida María Armas Pfirter (2017)

Frida María Armas Pfirter (* 30. September 1957 in Rosario) ist eine argentinische Juristin. Sie ist Richterin am Internationalen Seegerichtshof.

## Leben und Wirken
Armas Pfirter studierte Rechtswissenschaften an der Katholischen Universität von Argentinien in Rosario, wo sie 1983 ihren Abschluss machte. Es folgten mehrere postgraduale Studien an der Haager Akademie für Völkerrecht, dem Interamerikanischen Institut für Menschenrechte und der Universität der Vereinten Nationen. 1992 wurde sie von der Universidad de Buenos Aires zur Dr. iur. promoviert.
Bereits seit 1987 lehrte sie in internationalem Recht, zunächst an der Katholischen Universität von Argentinien, ab 1993 an der Universität von Buenos Aires. Von 1992 bis 1997 arbeitete Armas Pfirter als Rechtsberaterin am obersten Gerichtshof Argentiniens. In der Folge war sie mehrfach Mitglied argentinischer Delegationen bei internationalen Zusammenkünften und Verhandlungen. Von 1998 bis 2023 war sie Chefkoordinatorin des United Nations Development Programme. Seit 2002 hat sie in Buenos Aires an der Universidad Austral einen ordentlichen Lehrstuhl für Völkerrecht inne, seit 2015 zudem auch an der Universität von Buenos Aires. Wissenschaftlich liegen ihre Forschungsschwerpunkte breitgefächert im Bereich des Völkerrechts; so hat sie Schriften unter anderem zu den rechtlichen Rahmenbedingungen der internationalen Kobaltförderung, zur Tiefseeforschung und zu den Grundlagen der Internationalen Meeresbodenbehörde verfasst.
Im Juni 2023 wurde sie zur Richterin am Internationalen Seegerichtshof gewählt; sie trat ihr Amt am 1. Oktober 2023 an.